# Nava Starr
Nava Starr (z domu Gordon, z pierwszego małżeństwa Shterenberg; ur. 4 kwietnia 1949 w Rydze) – kanadyjska szachistka pochodzenia łotewskiego, mistrzyni międzynarodowa od 1978 roku.

## Kariera szachowa
W 1978 r. zwyciężyła w turnieju strefowym w Victorii, uzyskując awans do turnieju międzystrefowego w Alicante, w którym zajęła XV miejsce. W turniejach międzystrefowych startowała jeszcze czterokrotnie, w latach 1982 w Bad Kissingen (XIII miejsce), 1985 w Hawanie (XIII miejsce), 1990 w Genting (XV miejsce) oraz 1993 w Dżakarcie (XXXVI miejsce). W 2001 r. była uczestniczką pucharowego turnieju o mistrzostwo świata, w I rundzie przegrywając z Coriną Peptan.
Ośmiokrotnie (1978, 1981, 1984, 1986, 1989, 1991, 1995, 2001) zdobyła tytuły indywidualnej mistrzyni Kanady, była również (1996) wicemistrzynią kraju. Pomiędzy 1976 a 1995 nieprzerwanie przez 20 lat była najwyżej sklasyfikowaną kanadyjską szachistką na światowych listach rankingowych Międzynarodowej Federacji Szachowej.
W latach 1976–2014 trzynastokrotnie reprezentowała Kanadę na olimpiadach szachowych, dwukrotnie zdobywając medale za wyniki indywidualne: złoty (1976, na II szachownicy) oraz brązowy (1982, na I szachownicy).
Najwyższy ranking w karierze osiągnęła 1 stycznia 1990 r., z wynikiem 2220 punktów zajmowała wówczas 1. miejsce wśród kanadyjskich szachistek.